# Saint John
 For alternative betydninger, se St. John (flertydig). (Se også artikler, som begynder med St. John)
 Ikke at forveksle med St. John's.
Saint John er den største by i provinsen New Brunswick i Canada med 67.575 (2016) indbyggere.
Byen ligger ud til Bay of Fundy ved udmundingen af floden St. John, og der er færgeoverfart fra Saint John til Digby, Nova Scotia. Byen ligger ca. 100 km fra grænsen til USA og staten Maine